# San Germano Vercellese
San Germano Vercellese là một đô thị ở tỉnh Vercelli trong vùng Piedmont thuộc Ý, có cự ly khoảng 50 km về phía đông bắc của Torino và khoảng 14 km về phía tây bắc của Vercelli. Tại thời điểm ngày 31 tháng 12 năm 2004, đô thị này có dân số 1.789 người và diện tích là 30,7 km².
San Germano Vercellese giáp các đô thị: Casanova Elvo, Crova, Olcenengo, Salasco, Santhià, Tronzano Vercellese, và Vercelli.